# Truth (Сокол и Зимний солдат)
«Truth» (с англ. — «Правда») — пятый эпизод американского мини-сериала «Сокол и Зимний солдат», основанного на персонажах Marvel Comics Сэме Уилсоне и Баки Барнсе. Действие эпизода происходит в медиафраншизе «Кинематографическая вселенная Marvel» (КВМ), и он напрямую связан с фильмами франшизы. Сценарий к эпизоду написал Далан Муссон, а режиссёром стала Кари Скогланд.
Себастиан Стэн и Энтони Маки вновь исполняют соответствующие роли Баки Барнса и Сэма Уилсона из серии фильмов, и главные роли также исполняют Эмили Ванкэмп, Уайатт Рассел, Эрин Келлиман, Джулия Луи-Дрейфус, Флоренс Касумба, Дэнни Рамирес, Жорж Сен-Пьер, Эдиперо Одуйе и Даниэль Брюль. Скогланд присоединилась к сериалу в мае 2019 года. Съёмки проходили на «Pinewood Atlanta Studios», в мегаполисе Атланты и в Праге.
Эпизод «Truth» был выпущен на «Disney+» 16 апреля 2021 года.
Критики похвалили эпизод за его акцент на персонажах и темах, в то время как появление Луи-Дрейфус также получило положительные отзывы.

## Сюжет
Сэм и Баки выслеживают Джона Уокера, после совершенного им убийства, и требуют отдать им щит. Начинается сражение, в результате которого Уокер уничтожает костюм Сэма. Сэм и Баки ломают Уокеру левую руку и забирают щит. Через некоторое время Баки находит сбежавшего Земо в Заковии около памятника погибшим при противостоянии Мстителей с Альтроном и передаёт его Айо и другим вакандским стражницам из «Дора Миладже» и запрашивает у них новый вакандский костюм для Сэма. Правительство США увольняет Джона Уокера и лишает звания Капитана Америки. После заседания с Уокером встречается графиня Валентина Аллегра де Фонтейн, которая предлагает ему свою помощь. Сэм оставляет повреждённый костюм у Торреса и возвращается в США. Он отправляется в Балтимор, чтобы вновь встретится с Исайей Брэдли, который рассказывает больше об экспериментах с сывороткой суперсолдата над афроамериканцами и о своём тюремном заключении. После этого разговора Сэм возвращается в Луизиану к сестре и племянникам. Туда же приезжает и Баки, чтобы помочь Сэму с семейным бизнесом. Тренируясь управлять щитом, Уилсон и Барнс решают отпустить прошлое и работать вместе. Тем временем, «Разрушители флагов» планируют атаку во время голосования заседания Глобального совета по репарации в Нью-Йорке. К ним присоединяется Жорж Батрок, освобождённый из алжирской тюрьмы при помощи Шэрон Картер и приносит новое вооружение.
В сцене после титров Джон Уокер создаёт свой щит из металлолома и военных наград.

## Производство

### Разработка
К октябрю 2018 года «Marvel Studios» разрабатывала мини-сериал с участием Сэма Уилсона / Сокола (Энтони Маки) и Баки Барнса / Зимнего солдата (Себастиан Стэн) из фильмов Кинематографической вселенной Marvel (КВМ), который был официально объявлен как «Сокол и Зимний солдат» в апреле 2019 года. Месяц спустя Кари Скогланд была нанята в качестве режиссёра мини-сериала. Скогланд и главный сценарист Малкольм Спеллман, наряду с Кевином Файги, Луисом Д’Эспозито, Викторией Алонсо и Нейтом Муром стали исполнительными продюсерами:15. Сценарий к пятому эпизоду, который называется «Truth», написал Далан Массон. Название происходит из комикса «Правда: Красный, белый и чёрный» Роберта Моралес и Кайла Бейкера.

### Сценарий
Спеллман чувствовал, что пятый эпизод был единственным в сериале, где «всё просто спускается на землю», в то время как Мур добавил, что этот эпизод свяжет воедино многие из различных сюжетных линий, которые «возможно, казались несопоставимыми или не полностью сформированными вместе» и «действительно станет кульминацией темы» наследия для сериала.

### Подбор актёров
Главные роли в эпизоде исполняют Себастиан Стэн (Баки Барнс), Энтони Маки (Сэм Уилсон), Эмили Ванкэмп (Шэрон Картер), Уайатт Рассел (Джон Уокер), Эрин Келлиман (Карли Моргенто), Джулия Луи-Дрейфус (Валентина Аллегра де Фонтейн), Флоренс Касумба (Айо), Дэнни Рамирес (Хоакин Торрес), Жорж Сен-Пьер (Жорж Батрок), Эдиперо Одуйе (Сара Уилсон) и Даниэль Брюль (Гельмут Земо):53:36–54:11. Также в эпизоде появляются Кле Беннетт (Лемар Хоскинс), Карл Ламбли (Исайя Брэдли), Десмонд Чиам (Дович), Дэни Дити (Джиджи), Индиа Басси (ДиДи), Ренес Ривера (Леннокс), Тайлер Дин Флорес (Диего), Чейз Ривер Макги (Касс), Аарон Хейнс (Эй-Джей), Габриэль Биндлосс (Оливия Уокер), Джанешиа Адамс-Гиньярд (Номбл), Зола Уильямс (Йама), Элайджа Ричардсон (Элай Брэдли), Джейн Румбауа (Айла) и Ноа Миллс (Нико):55:24.
Ещё до выхода пятого эпизода Спеллман намекал о том, что в этом эпизоде будет большое камео, и сказал, что это будет сильный персонаж с сильной личностью. Он добавил, что это будет не Мститель, в то время как Мур, в ответ на предположения фанатов, конкретно сказал, что это не будет Т’Чалла / Чёрная пантера в исполнении Чедвика Боузмана. Хоай-Тран Буй из /Film сообщила, что это не будет существующий персонаж КВМ, и что это будет введение существующего персонажа из комиксов, роль которого исполнит известный актёр. Эпизод показал, что в качестве этого камео появилась Луи-Дрейфус в роли де Фонтейн. Обозреватели сравнивали появление персонажа как «злое» и «анти-Ник Фьюри», предположив, что она может быть Торговцем силой или другим куском, ведущим к созданию команды «Громовержцы» в КВМ. Джоанна Робинсон из «Vanity Fair» сообщила, что Луи-Дрейфус должна была впервые появиться в роли де Фонтейн в фильме «Чёрная вдова» (2021) до того, как пандемия COVID-19 отложила его выпуск до тех пор, пока не был выпущен «Сокол и Зимний солдат». Робинсон сказала, что неясно, появится ли всё таки Луи-Дрейфус в фильме.

### Съёмки и визуальные эффекты
Съёмки начались 31 октября 2019 года в павильонах студии «Pinewood Atlanta» в Атланте, Джорджия, где режиссёром стала Скогланд, а П. Дж. Диллон выступил в качестве оператора:15. Натурные съёмки проходили в мегаполисе Атланты и в Праге. Мур считал, что «Truth» был самым сильным эпизодом сериала с точки зрения актёрского мастерства и кинематографии. Луи-Дрейфус была на съёмочной площадке в течение нескольких дней, чтобы сняться в своей роли, и её описали как «ходячий секрет Marvel уровня красного кода» из-за секретности, касающейся её появления. Рассел сказал, что актриса была спонтанной в своём выступлении, и описал персонажа де Фонтейн как «бесконечно интересной, потому что [Луи-Дрейфус] бесконечно интересная». Визуальные эффекты были созданы компаниями «Tippett Studio», «Trixter», «Digital Frontier», «QPPE», «Stereo D», «Cantina Creative», «Crafty Apes» и «Rodeo FX»:56:46–56:62.

## Релиз
Эпизод «Truth» был выпущен на «Disney+» 16 апреля 2021 года.

## Отзывы
Агрегатор рецензий «Rotten Tomatoes» присвоил эпизоду рейтинг 100 % со средним баллом 8,36/10 на основе 28 отзывов. Консенсус критиков на сайте гласит: «Изобилуя эпическими боевыми сценами и эмоциональными моментами, „Truth“ полностью соответствует потенциалу шоу — и в то же время, наконец, позволяет Сэму расти в своём потенциале».
Алан Сепинуолл из «Rolling Stone» чувствовал, что «Truth» однозначно был лучшим эпизодом сериала на данный момент, чувствуя, что в нём было много самоанализа, но он не был затянутым, как предыдущие эпизоды с таким фокусом. Он чувствовал, что начальная схватка между Уилсоном, Барнсом и Уокером была неизбежна и ударила сильнее, чем схватки из предыдущих эпизодов из-за эмоциональных схваток, и он также чувствовал, что возвращение Уилсона в Луизиану было более «живым и интересным», чем аналогичные сцены в премьере сериала, но он описал визит Уокера к семье Хоскинса как один из «самых неуклюжих» моментов сериала. Сепинуолл отметил, что сцены в Луизиане, скорее всего, были бы вырезаны, если бы это был полнометражный фильм, а не сериал, и в завершении он сказал, что, подготавливая Уилсона в качестве версии Капитана Америки в противоположность Уокеру, сериал исследует «более сложную территорию, чем ту, на которую КВМ обычно входила в прошлом… [и] сделав шаг назад от истории недели, „Truth“ смог копнуть глубже и действительно побороться со всеми последствиями выбора, который делает Сэм». Мэтт Пёрслоу из «IGN» дал эпизоду 7 баллов из 10, полагая, что акцент на персонаже отягощал эпизод. Хотя «Truth» «показывает некоторые из самых впечатляющих моментов шоу на данный момент и ещё больше формирует своих персонажей замечательными способами», Пёрслоу чувствовал, что в целом эпизод «извивается, задерживает надвигающиеся угрозы и даёт неутешительные выводы». Одним из кульминационных моментов для Пёрслоу стал разговор Уилсона с Брэдли, который стал «знаковым моментом» для КВМ, когда сцена была исполнена актёрами с «глубокой серьёзностью».
Также обсуждалось камео Луи-Дрейфус. Сепинуолл, увидев её, назвал его «одновременно поразительным и восхитительным», и что её выступление было «едким, гладким и забавным». Робинсон считала, что у этого персонажа есть «большой потенциал» для КВМ, и чувствовала, что Луи-Дрейфус была «идеальным выбором» для того, чтобы стать одним из следующих основных злодеев КВМ. Однако Пёрслоу не думал, что камео оказало какое-либо влияние, поскольку не было никакой предыстории о том, кем была де Фонтейн или какую угрозу она могла представлять.